# Werner Chomton
Alfred Werner Chomton (* 20. Juni 1895 in Bernburg; † 25. Juli 1953 in München) war ein deutscher Autor, Maler und Illustrator.

## Leben
Chomton hatte einen Zwillingsbruder, Hans, welcher als Leutnant der Reserve im badischen Infanterie-Regiment Nr. 142 am 30. April 1917 im französischen Nauroy fiel. Er wurde in der Friedrichstraße 30 in Bernburg geboren. 1900 zog Chomton mit seiner Familie nach Lothringen, da sein Vater in Salzburg eine Anstellung als 2. Direktor der Deutschen Solvay-Werke erhielt. Werner besuchte von dort aus das Gymnasium Lörrach und erhielt 1914 das Zeugnis der Reife. Nach Ausbruch des Ersten Weltkrieges kam er schon im August 1914 als Soldat an die Front, zunächst als Jäger, dann bei der Infanterie, der MG-Truppe und bei einem Schneeschuh-Bataillon. 1916 wechselte er in die Luftstreitkräfte, wo er u. a. als Flieger-Beobachter bei der Artillerie-Flieger-Abteilung 206 fungierte. Er diente später auch als Flieger an der West-, Ost- und Südfront. 1918 kehrte er wegen einem Nervenzusammenbruch nach Deutschland zurück und nahm nach Kriegsende seinen Abschied aus dem Militär.
Im Januar 1919 nahm er ein Studium der Kunstgeschichte und Malerei an der Universität München auf. Im Oktober 1919 wurde er Schüler von Johannes Itten und Lyonel Feininger am Bauhaus Weimar. Im Dezember 1919 wurde er mit dem Rang eines Leutnant der Reserve als außerordentliches Mitglied des Aero-Clubs von Deutschland angegeben. 1921 verließ er das Bauhaus aufgrund finanzieller Probleme und arbeitete nachfolgend bei einer Tischlerei in Osnabrück. 1923 fand er eine Anstellung als künstlerischer und technischer Leiter einer kunstgewerblichen Werkstatt in München.
1935 wurde Chomton in die Luftwaffe reaktiviert. 1939 wurde er Major im Stabe von Hugo Sperrle. Am 1. August 1941 erfolgte seine Beförderung zum Oberstleutnant (E). Am 1. April 1943 erfolgte darauf seine Beförderung zum Oberst beim Stab des Luftflottenkommando 3.
Er war seit Weihnachten 1920 mit Elisabeth Abegg verheiratet und bekam einen Sohn, Lukas, mit ihr. Nachdem Lukas 1944 an Kinderlähmung gestorben war, nahm sich seine Frau schon einige Tage später das Leben.

## Werke (Auswahl)
- Soldat in den Wolken. K. Thienemanns Verlag, 1933
- Kriegsfreiwillige 1914: Band 1. Stürmer im Osten (Illustrationen). Franz Schneider, 1933
- Die Schlacht am Skagerrak (Buchschmuck). Schneider, 1933
- Die Ahnen (Textbilder). Christl. Verlag Anst., 1935
- Das Buch von der Emden (Illustrationen). K. Thienemanns Verlag, 1936
- Paul und Krümels große Fahrt (Illustrationen). Union Dt. Verlagsges., 1936
- Kämpfer mit der schwarzen Waffe ; Aus d. Leben des U-Boot-Kommandanten Otto Weddigen. (Buchschmuck). Enßlin & Laiblin, 1938
- Die Kette (Bilder). K. Thienemanns Verlag, 1939
- Die Schlacht vor Paris, die Schicksalstage an der Marne. Bertelsmann, 1939
- Heinrich der Löwe. K. Thienemanns Verlag, 1940
- Bilder aus der Geschichte Frankreichs. 1941